# Clase Imperatritsa Mariya
La Clase Imperatritsa Mariya (en ruso Императрица Мария) fue la primera clase de acorazados tipo Dreadnought construidos para la Flota del Mar Negro de la Armada Imperial Rusa. Los tres buques finalizados, fueron construidos por los astilleros Rossud de Nikolayev.

## Descripción
Los buques montaban 12 cañones de 305 mm en cuatro torretas triples, y tenían un desplazamiento de 24 000 t apc, con una velocidad máxima de 21 nudos. Eran de características similares a sus contemporáneos de la clase Gangut, aunque de menor tamaño.

## Historial
La clase, la componían tres buques:
- Imperatritsa Mariya (Императрица Мария) fue botado en 1913 y arribó a Sebastopol el 30 de junio de 1915, donde durante los meses siguientes, fue finalizado y realizó sus pruebas de mar. Desde finales de 1915 tomó pare en operaciones de combate. El 20 de octubre de 1916 el buque fue hundido por una explosión interna de munición mientras se encontraba en el puerto de Sebastopol. La investigación posterior, determinó que la explosión, fue producto de un accidente, aunque no se descartó totalmente la probabilidad de un sabotaje. Inmediatamente, se pusieron en marcha planes para reflotar el acorazado, y ponerlo de nuevo en servicio, con lo cual en mayo de 1918, fue reflotado y entró en dique seco. Debido a la Revolución rusa de 1917 y a la Guerra Civil Rusa, las reparaciones no llegaron a comenzar, y el buque, fue desguazado en 1927.

- Imperatritsa Ekaterena Velikaya (Императрица Екатерина Великая) fue botado en 1914, originalmente, fue nombrado Ekaterena II, y renombrado Svobodnaya Rossiya ( Свободная Россия, Rusia Libre) en 1917. Mantuvo dos enfrentamientos con el crucero de batalla alemán SMS Goeben que había pasado al servicio del Imperio otomano como Yavuz Sultan Selim.

El buque, fue echado a pique el 18 de junio de 1918 en Novorossiysk para evitar que cayera en manos alemanas. Fue desguazado en la década de 1930, sus torretas y cañones, fueron usadas como baterías de defensa costera cerca de Sebastopol, junto a los de su gemelo Imperatritza Mariya. Estos cañones, participaron en combate contra los alemanes durante la Segunda Guerra Mundial.

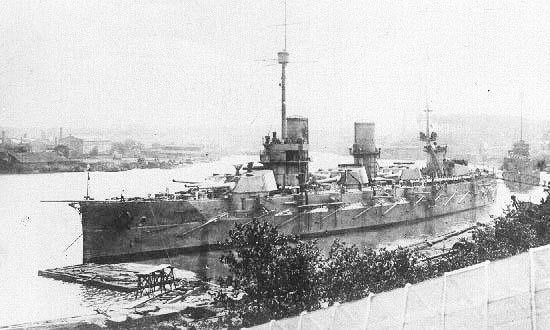
Imperator Aleksandr III

- Imperator Aleksander III (Император Александр Третий) fue botado en 1914, renombrado Volya (Воля, Libertad) en 1917 y posteriormente General Alekseev (Генерал Алексеев ) en 1920. El buque, no tomó parte en operaciones durante la Primera Guerra Mundial, debido al retraso en la entrega de su maquinaria por parte de los británicos, pero estuvo listo para navegar en 1917 y realizar sus pruebas de mar. Aunque su puesta a punto final, fue interrumpida por la revolución rusa de 1917 y nunca fue totalmente completado. En 1918 estuvo bajo el control de los alemanes durante algunos meses. Tras la rendición de Alemania, el buque, fue capturado por los británicos , que lo trasladaron a İzmir en Turquía. En 1919 los británicos, lo pusieron bajo el control de las fuerzas del Rusia Blanca y retornó al Mar Negro , donde luchó en la Guerra Civil Rusa contra el Ejército Rojo, principalmente realizando bombardeos de costa. Con el colapso del Ejército Blanco en el sur de Rusia en 1920, el acorazado participó en la evacuación del mismo, y navegó al Mediterráneo, donde fue internado en Bizerta. Con el reconocimiento de Francia a la Unión Soviética en el buque pasó a control soviético, aunque nunca retornó al servicio, y fue desguazado en Francia.

El acorazado Imperator Nikolai I, era una evolución, desarrollada desde esta clase, que llegó a estar en construcción, pero que no llegó a completarse.